# Zerdana
Zerdana (лат.) — монотипный род двудольных растений семейства Капустные (Brassicaceae), включающий вид Zerdana anchonioides Boiss.. Выделен швейцарским ботаником Пьером Эдмоном Буассье в 1842 году.

## Распространение, описание
Единственный вид является эндемиком Ирана. Три подвида распространены в центральных и южных частях горной системы Загрос. Типовой экземпляр собран в Лурестане.
Высокогорные растения, произрастающие в трещинах скал с благоприятным водным режимом и на плохих, дренированных почвах в тенистых участках. Высота 3—7 см. Покрыты волосками. Листья базальные, продолговато-ланцетные. Цветки жёлтые, появляются в конце весны.
Число хромосом — 2n=14.